# الدعارة في الإمارات العربية المتحدة
الدعارة في الإمارات العربية المتحدة غير قانونية. تشمل العقوبات المفروضة على ممارسة الدعارة غرامات كبيرة والسجن، مع ترحيل العاهرات الأجانب عادةً. في عام 2006، قامت الإمارات بترحيل 4,300 عاهرة أجنبية. على الرغم من عدم شرعيتها، إلا أن الدعارة منتشرة على نطاق واسع، خاصة في دبي  وأبو ظبي. تغض السلطات النظر عمومًا بشرط أن تبقى بعيدة عن الأنظار العامة.
على الرغم من وجود دعارة في الشوارع، لا سيما في شارع حمدان في أبو ظبي، فإن معظم الدعارة تتم في الحانات والنوادي الليلية في الفنادق.

## الدعارة في دبي
كانت هناك اتجار بالجنس في دبي لسنوات عديدة. في عام 1936، أجبر سعيد آل مكتوم البغايا على الزواج أو المغادرة. خلال الخمسينيات والستينيات، سيطرت سيدتان على المومسات الإيرانيات. أحدهما كان يتحكم في حي الدعارة في بر دبي، والآخر حول ميدان ناصر (الآن ساحة بني ياس). وأمر الشيخ راشد آل مكتوم بجمع جميع البغايا وترحيلهن. تسبب هذا في تشغيل البنك البريطاني المحلي عندما حاولت النساء سحب كل مدخراتهن.
دبي الحديثة هي واحدة من المراكز الرئيسية للدعارة في الإمارات العربية المتحدة وتسمى «سدوم سور مير». هناك ما يقدر بنحو 30,000 البغايا في المدينة. البغايا متكررة في الحانات والنوادي الليلية في الفنادق. العديد من البغايا من الدول الأكثر فقرًا، مثل نيجيريا، يأتون للعمل في دبي لفترة قصيرة ثم يعودن إلى المنزل مع عائداتهن.
هناك أيضا بيوت دعارة في دبي. تم إغلاق "Cyclone"، بالقرب من المطار في عام 2007 بعد ظهوره في مجلة فانيتي فير "Vanity Fair"، ولكن الأمر عاد ببساطة في موقع آخر. يعرف النادي باسم «الأمم المتحدة للدعارة»، ولديه ما يصل إلى 500 من البغايا في أماكن العمل في الليلة العادية، والعديد من الصين وروسيا وأذربيجان وطاجيكستان وأوزبكستان وبلغاريا وتايوان.
ظهرت الحلقة في فيلم ليوناردو دي كابريو وراسل كرو في عام 2008 بعنوان كتلة أكاذيب "Body of Lies".
يمثل الاتجار بالبشر مشكلة في دبي، وغالبًا ما تستغل عصابات آسيوية أو صينية نساء من الهند أو نيبال.

## السياحة الجنسية
تجذب الإمارات العربية المتحدة العديد من رجال الأعمال الأجانب لاكتسابها سمعة كأفضل وجهة للسياحة الجنسية في الشرق الأوسط. يصل الكثير منهم بانتظام من دول الاتحاد السوفيتي (سابقًا) وأمريكا الجنوبية وأوروبا الشرقية وشرق وجنوب آسيا وأفريقيا ودول أخرى في الشرق الأوسط.

## الاتجار بالجنس
في عام 2007، وضعت وزارة الخارجية الأمريكية دولة الإمارات العربية المتحدة في خانة «المستوى 2» في تقاريرها السنوية عن الاتجار بالبشر في الإمارات العربية المتحدة، مما يعني أنها لا تلتزم التزامًا تامًا للحد الأدنى من معايير القضاء على الاتجار بالبشر، ولكنها تبذل جهودًا كبيرة للقيام به وبالتالي. تعد الإمارات العربية المتحدة بلد مقصد وعبور للنساء اللائي يتعرضن للاتجار بالجنس. بعض النساء، ومعظمهن من أوروبا الشرقية وآسيا الوسطى، وجنوب شرق آسيا وشرق إفريقيا والعراق وإيران والمغرب، يتعرضن للدعارة القسرية في الإمارات العربية المتحدة. في عام 2016، عُرضت 22 قضية تتعلق بالاتجار بالجنس على المحاكم.